# Кушерека (река)
Ку́шерека (Куше-река) — река в Архангельской области России, протекает в Нименьгском сельском поселении Онежского района.
Исток реки находится близ горы Шапочки (Ветреный пояс). Течёт с юго-запада на северо-восток. Порожистая. Устье реки находится на Поморском берегу губы Нименьги Онежского залива Белого моря, в 3 милях к югу-юго-востоку от мыса Важеннаволок. При впадении в море образует эстуарий. В устье реки находится деревня Кушерека. Длина реки — 78 км. Площадь водосбора — 896 км². В реке водятся следующие виды рыб: гольян, кумжа, лещ, налим, окунь, плотва, щука.

## Бассейн

### Крупнейшие притоки
- Кушкоманец
- Видручей
- Шубручей
- Левешка[5] (с системой притоков: Каватручей, Суласручей, Хендручей, Аглинручей)

### Озёра
- Перингозеро (исток Суласручья)
- Кават (исток Каватручья)

Бассейновый округ — Двинско-Печорский бассейновый округ
Водохозяйственный участок — Реки бассейна Онежской губы от западной границы бассейна реки Унежма до северо-восточной границы бассейна реки Золотица (Летняя Золотица) без реки Онега.

## Этимология
По местной легенде название Кушереки происходит от слова «куш» — богатая река: нерестилище для сёмги, кумжи, наваги, корюха, камбалы и сига. В действительности гидроним Кушерека через незафиксированные варианты *Кушкрека или *Кушкорека восходит к угро-финскому корню kosk, означающему порог, перекат (ср. карел. koski «порог», а также название одного из притоков Кушереки — Кушкоманец). Гидроним является, как и многие топонимы Русского Севера, полукалькой, возникшей в результате перевода географического термина, входящего в состав топонима (в данном случае «река»), на русский язык, при сохранении назывной части топонима. Таким образом, Кушерека означает «порожистая река».